# Jay Wolpert
Jay Wolpert (New York, 29 gennaio 1942 – Los Angeles, 3 gennaio 2022) è stato uno sceneggiatore, produttore televisivo e attore statunitense.

## Vita privata
Nel 1967 sposò Roslyn Granowitter, con cui ebbe due figli e con cui rimase fino alla morte.
Malato di Alzeimher, è morto nel 2022, 26 giorni prima di compiere 80 anni.

## Filmografia

### Sceneggiatore
- Montecristo, regia di Kevin Reynolds (2002)
- La maledizione della prima luna, regia di Gore Verbinski (2003)
- Pirati dei Caraibi - La maledizione del forziere fantasma, regia di Gore Verbinski (2006)
- Pirati dei Caraibi - Ai confini del mondo, regia di Gore Verbinski (2007)
- Pirati dei Caraibi - Oltre i confini del mare, regia di Rob Marshall (2011)
- Pirati dei Caraibi - La vendetta di Salazar, regia di Joachim Rønning ed Espen Sandberg (2017)

### Attore
- Inviati molto speciali (1994)
- Il padre della sposa 2 (1995)